# Adrian Clayborn
 (septembre 2024).
(en) Statistiques sur pro-football-reference
Adrian Jarrell Clayborn, né le 6 juillet 1988 à Saint-Louis (Missouri), est un joueur américain de football américain. Il joue defensive end en National Football League (NFL).